# ابونواس اهوازی
ابونُواس اهوازی (۱۳۳–۱۹۶ هجری قمری در اهواز، ۷۴۷ یا ۷۶۲–۸۱۳ یا ۸۱۵ میلادی) با نام اصلی حسن بن هانئ حَکَمی (به عربی: الحسن بن هانئ الحكمي) معروف به ابونواس شاعر بلندآوازهٔ زبان عرب بود. پدرش، هانئ، از مردمان دمشق و مادرش از ایرانیان اهواز بود. ابونواس از بزرگان شعر عاشقانهٔ عرب است. او در شهر اهواز به دنیا آمد.
از او به‌عنوان یکی از بزرگ‌ترین شاعران کلاسیک عربی نام می‌برند. او استاد تمامی شاخه‌های شعر عربی زمان خویش شده بود، اما شهرتش بیشتر به خاطر تصنیف‌های باده‌گساری و ستایش شراب (خَمریات)است. از ابونواس در روایت‌های فولکلور نیز یاد شده و یکی از شخصیت‌های کتاب هزار و یک شب نیز می‌باشد.
زیاده‌روی او در خوش‌گذرانی و آوردن شعرهایی در وصف آن سبب شد که وی را شاعرالخمرة لقب دهند. دیوان شعرهایش امروزه در دست است و چندین بار در مصر به چاپ رسیده‌است. وی باورهای شعوبی داشت و به برمکیان نزدیک بود تا آنجا که پس از سرنگونی آنان بغداد را ناامن دید و به مصر رفت.

## زندگی‌نامه
پدر ابونواس، هانئ عرب و از اهالی دمشق بود. در مورد تاریخ تولد ابونواس اختلاف نظر وجود دارد. سال تولد او را از ۱۳۰ تا ۱۴۵ هجری قمری (۷۴۷ تا ۷۶۲ میلادی) نوشته‌اند.
نام اصلی او «الحسن بن هانئ الحکمی» و کنیهٔ وی ابونواس بود. موهایی مجعد و مشکی داشت.
هنگامی که ابونواس در کودکی پدرش را از دست داد، پس از ازدواج مادرش به بصره رفت. او شیفتهٔ شعر ابن حُباب بود و سرانجام او را یافت و شاگردی او را پذیرفت. ابن حباب بسیار او را دوست می‌داشت و در هر نشستی، سخن خود را با غزلی از ابونواس آغاز می‌کرد. پس از چند سال، ابونواس در مکتب‌خانه‌های محمد بن ادریس شافعی، احمد بن حنبل، محمد بن جعفر غندریه و خلف احمد حاضر شد. هم‌چنین بر اساس یک روایت او به مدت یک سال در میان عرب‌های بادیه‌نشین زندگی کرد تا شناختش از زبان عربی خالص، کامل شود.
در سی سالگی، پس از ابراز عشق به دختری کنیز به نام «جنان» و تهمت‌هایی که مردم بصره به خاطر همین موضوع به او روا داشتند، به بغداد کوچید. خیلی زود به خاطر شعرهای شوخی‌آمیز و طنزش، مشهور شد. شعرهای او عمدتاً توصیف‌گر لذت‌های شراب‌نوشی (خَمریات) و عشق‌ورزی به پسران نوجوان (مُذکرات) بودند. وی درین باره چنین می‌گوید: «از برای پسرکان، از دختران دست شسته‌ام و از برای شراب کهنه، آب زلال را از خاطر برده‌ام.»
او بسیار علاقه داشت که جامعه را با بیان مسائلی که مورد ممنوعیت اسلام بود، شوکه کند. او اولین شاعر عرب بوده‌است که دربارهٔ استمنا نوشته و اگرچه «پسردوستی» را شایسته نمی‌دانست اما آن را به ازدواج ترجیح می‌داد.

## تبعید و زندان
هارون الرشید خلیفهٔ عباسی، بارها به‌خاطر آنچه که ابونواس در اشعارش می‌آورد، به زندان می‌انداخت؛ تا جایی که مدت زندانی بودنش زیاد شد، برمکیان او را به‌خاطر مدحی که او از آنها می‌کرد، آزاد کردند.

## میراث

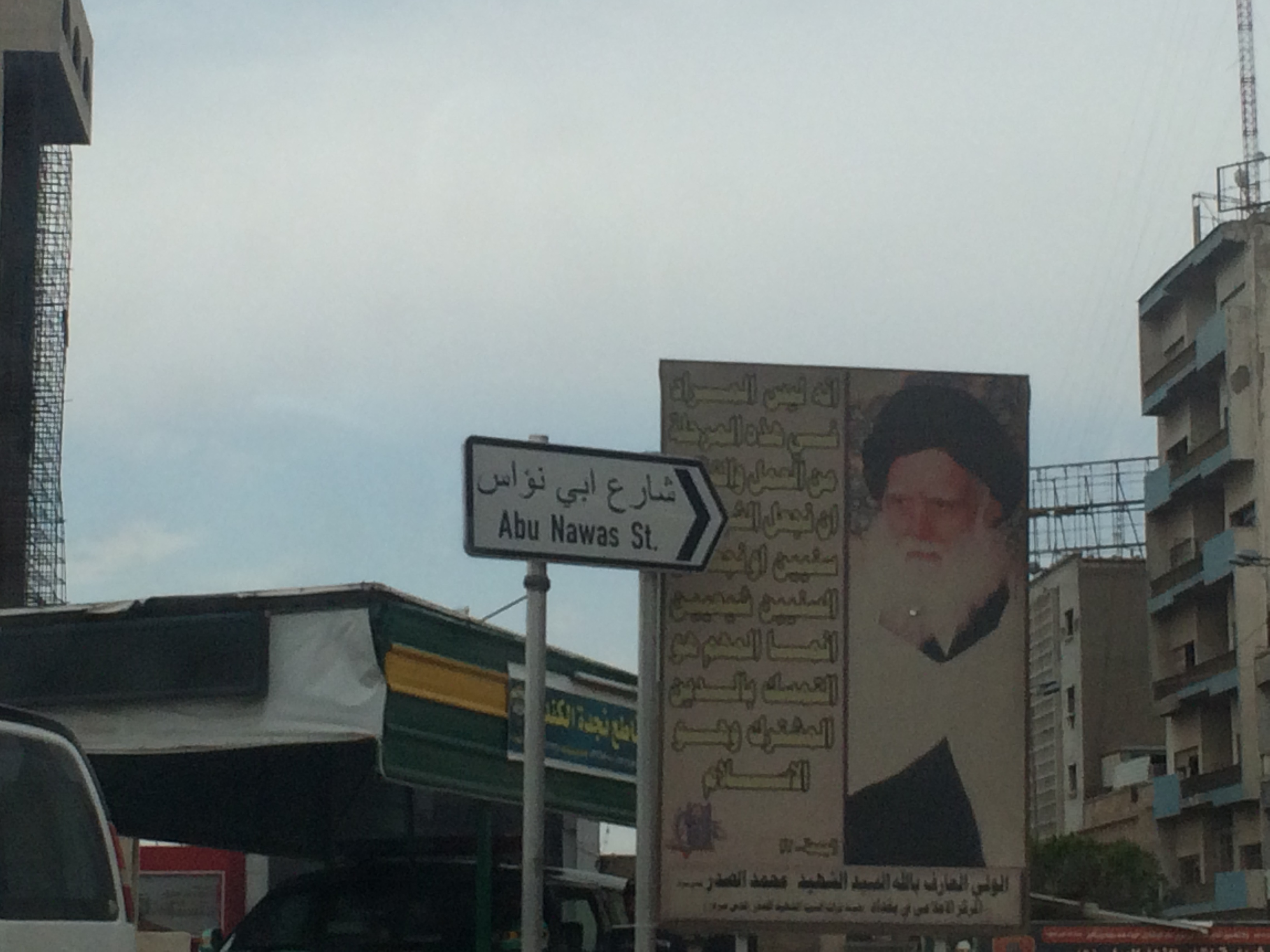
عکس از تابلو خیابان ابونواس در بغداد

ابونواس در زمرهٔ یکی از بزرگان ادبیات کلاسیک عربی به‌شمار می‌رود. او تأثیر زیادی بر نویسندگان و شاعران پس از خود از جمله منوچهری دامغانی داشت. در دیوان ابونواس ۲۶۰ واژهٔ معرب به کار رفته‌است. صراحت او در بیان و نکوداشت پسردوستی، باعث آن شد تا در طول سالیان، مخالفان به سانسور آثار او بپردازند. تا آن‌جا که در سال‌های آغازین قرن بیستم میلادی، در سال ۱۹۳۲ نخستین سانسور نوین بر آثار او در قاهره روی داد، آن‌گاه که تمامی اشعار مربوط به پسردوستی او حذف شد. هم‌چنین در ژانویه ۲۰۰۱، تعداد ۶٬۰۰۰ کتاب از اشعار پسردوستی او توسط وزارت فرهنگ مصر به آتش کشیده شد.
در ایران عبدالمحمد آیتی غزل‌های ابونواس را به فارسی برگردانده‌است.
خیابانی در بغداد به نام او می‌باشد.
همچنین در ایران کتابی به نام «ابونواس به فارسی تقدیم می‌کند» از نشر سه سه‌تار با تاثیرپذیری از شعر و شخصیت ابونواس منتشر شده است.

## نمونهٔ شعر
| دَعِ الرسم الذی دَثَرا  |  | یُقاسی الرَیحَ والمطرا |
| و کُن رجلاً اَضاعَ العُم |  | رِ فی اللذات والخطرا |
| یُرینا صفحتی قمرٍ     |  | یَفوقُ سناهما القمرا  |
| یُزیدُک وِجهُهُ حُسناً     |  | اذا ما زِدتَهُ نظرا    |

ترجمه:
رسمی را که در گذر زمان نابود شده و باد و باران به باد فنا داده‌است رها کن.
و از آنان باش که زندگی را در لذت‌ها و خطرات می‌گذرانند.
[آن مرد] چهرهٔ ماه‌گونش را به ما می‌نمایاند که از ماه پرفروغ‌تر است.
و رویش زیباتر می‌شود وقتی بیشتر نگاهش می‌کنی.

## انتقال فرهنگی
ابونواس که اصالتاً از ایرانیان بود، تأثیر گسترده‌ای از تمدن و موسیقی ساسانی پذیرفته و این عناصر را در اشعار خود بازتاب داده است. موسیقی در دوره عباسی به عنوان یکی از ارکان فرهنگی و هنری ریشه در سنت‌های ساسانی داشت و در محافل ادبی و اشرافی بغداد مورد توجه ویژه قرار گرفت.
ابونواس در اشعار خود از سازهای ایرانی مانند عود، نی، چنگ، دف، طنبور و مزمار یاد کرده و آن‌ها را نه‌تنها به عنوان ابزار موسیقی، بلکه به عنوان نمادهای شاعرانه برای بیان احساسات انسانی به کار برده است. در اشعار وی، این سازها تنها اشیائی بی‌جان نیستند، بلکه با احساسات انسانی در هم آمیخته و جان گرفته‌اند. او نای را نوایی پر از اندوه می‌داند که شکایت می‌کند، عود را به‌عنوان آوایی سوزناک توصیف می‌کند و چنگ و دف را ابزار شادی و بزم می‌بیند.
ابونواس یکی از تأثیرگذارترین شاعران در انتقال و حفظ عناصر موسیقایی ساسانی در شعر عربی بوده است. او نه‌تنها نوآورانه شعر عربی را از سنت‌های بدوی به سوی مضامین تازه سوق داد، بلکه در زمینه موسیقی نیز توانست به یکی از پیشگامان ثبت و انتقال موسیقی ایرانی در ادبیات عربی تبدیل شود.

## نام برخی از قصیده‌ها
- وکأنَّ سعدی إذْ تودعنا
- دَعْ عَنْکَ لَوْمی فدعإنّ اللّوْمَ إغْرَاءُ
- أَثْنی علی الخمرِ بآلائها،
- و نَدْمانٍ یری غَبَناً علَیْه
- لا یَصرفَنَّک، عن قَصْفٍ وإصْباء
- أما یسُرُّکَ أنَّ الأرضَ زَهْراءُ
- یارُبَّ مَجْلِسِ فِتْیانٍ سمَوْتُ له،
- غُصِصْتُ منکَ بِما لا یَدفَعُ الماءُ،
- فدیتُ مَنْ حَمّلتُهُ حاجةً[۱۷]